# Windows Phone Store
De Windows Phone Store was een dienst van Microsoft waarmee gebruikers mobiele apps voor het besturingssysteem Windows Phone kunnen zoeken en downloaden. De apps worden gemaakt door onafhankelijke ontwikkelstudio's. De eerste versie werd uitgebracht op 21 oktober 2010.
De gebruikersinterface is, net als de Metro-uitstraling van Windows Phone, in een "panoramische look" gezet. De gebruiker kan zoeken naar vele categorieën en titels en krijgt details over waarderingen, beoordelingen, schermafbeeldingen en informatie over de prijs.
De Windows Phone Marketplace is tegelijkertijd gelanceerd met Windows Phone in oktober 2010 in een paar landen. Op 4 oktober 2010 werd bekend dat de Windows Phone SDK al meer dan een half miljoen keer was gedownload. Op 16 december 2013 maakte Microsoft bekend dat er toen 200.000 apps in de Windows Phone Store stonden.

## Prijzen en opties
Windows Phone Store ondersteunt creditcardbetalingen, telefonische facturering en reclame-ondersteunende inhoud. De Marketplace biedt ook een "try-before-you-buy" (probeer-voordat-je-koopt) actie, waar de gebruiker de optie heeft om een proefversie of demo te downloaden voor een commerciële app. Andere opties zijn ongeveer gelijk aan de voorganger van de Windows Phone Marketplace, Windows Marketplace for Mobile. De Windows Phone Store is verdeeld in hoofdcategorieën en subcategorieën. Apps kunnen enkel in één categorie worden geplaatst.

### Ontwikkelaars
Ontwikkelaars moeten een jaarlijks abonnement betalen van 99 dollar om een App Hub-lid te worden en apps te versturen naar de Windows Phone Store. Er is geen limiet aan het aantal gratis inzendingen voor betaalde apps. Er is een limiet van 100 gratis inzendingen voor gratis apps, daarna is er een betaling van 19,99 dollar per voorlegging voor gratis apps.

## Spellen en apps
Een Windows Phone-gebruiker kan spellen en apps via de Windows Phone Store downloaden; als een Xbox Live-account is ingeschakeld, kan de Store toegankelijk zijn vanaf de telefoon zelf. Microsoft heeft een breed scala aan populaire spellen beschikbaar sinds de lancering van Windows Phone.

## Inhoudsregels
Apps in de Windows Phone Store worden onderworpen aan een inhoudsbeleid, dat bestaat om appontwikkelaars te begeleiden en om een beperking of afschaffing van bepaalde content te vergemakkelijken.
Voorbeelden van afgekeurde software is onder andere porno, de stimulatie van gewelddadigheid, discriminatie, haat of het gebruik van drugs, alcohol en tabak. Suggesties of afbeeldingen van prostitutie, seksueel fetisjisme, of gewoonweg alles dat "een redelijk persoon zou beschouwen als volwassener inhoud", zal worden geweerd van de Marketplace.

## Windows Phone 7 SDK
Het ontwikkelen van een Windows Phone 7-applicatie is gebaseerd op Silverlight, XNA en .NET Compact Framework. De basismiddelen voor het maken van een WP7-app zijn Visual Studio 2010 en Expression Blend. Windows Phone 7 werkt alleen op apps die eerst zijn goedgekeurd door Microsoft en is alleen beschikbaar via de Windows Phone Store.
Ontwikkelaars hebben de mogelijkheid om 70% van de inkomsten van hun apps te verdienen of ze kunnen ook advertenties in hun apps bouwen. Studenten kunnen hun applicaties gratis versturen naar Microsofts DreamSpark-project.